# Internazionali Femminili di Tennis Città di Caserta 2012 - Doppio
Il doppio del torneo di tennis Internazionali Femminili di Tennis Città di Caserta 2012, facente parte della categoria ITF Women's Circuit, ha avuto come vincitrici Katarzyna Piter e Romana Caroline Tabak che hanno battuto in finale Viktorija Golubic e Aleksandra Krunić con il punteggio di 6–2, 6–3.

## Teste di serie
1. Yurika Sema /  Kathrin Wörle (quarti di finale)
2. Sharon Fichman /  Oksana Kalašnikova (semifinali)

1. Laura Thorpe /  Stephanie Vogt (primo turno)
2. Mădălina Gojnea /  Magda Linette (semifinali)

## Tabellone

### Legenda
| - Q = Qualificato - WC = Wild card - LL = Lucky loser | - ALT = Alternate - SE = Special Exempt - PR = Protected Ranking | - w/o = Walkover - r = Ritirato - d = Squalificato |